# NGC 2485
NGC 2485 је спирална галаксија у сазвежђу Мали пас која се налази на NGC листи објеката дубоког неба.
Деклинација објекта је + 7° 28' 39" а ректасцензија 7h 56m 48,7s. Привидна величина (магнитуда) објекта NGC 2485 износи 12,3 а фотографска магнитуда 13,2. NGC 2485 је још познат и под ознакама UGC 4112, MCG 1-21-1, CGCG 31-3, IRAS 07541+0736, PGC 22266.